# Luc de Vos (Historiker)
Luc de Vos (* 1946 in Ostende) ist ein belgischer Offizier und Historiker.
Luc de Vos beteiligte sich 1968 an den Studentenprotesten an der Universität Leuven. Er promovierte in Zeitgeschichte und brachte es bis zum Oberst der Belgischen Streitkräfte. Er wirkte danach Jahrzehnte als Professor für Militärgeschichte an der École Royale Militaire in Brüssel und war lange Zeit der einzige Hochschullehrer seines Fachs in Belgien. Außerdem war er außerordentlicher Professor für Internationale Beziehungen an der Katholieke Universiteit Leuven. 2012 trat er in den Ruhestand. De Vos, der auch in den Medien präsent ist, veröffentlichte mehrere militärhistorische Arbeiten.
Von 2000 bis 2010 war er Präsident der Commission Internationale d’Histoire Militaire, danach wurde er Ehrenpräsident.

## Schriften (Auswahl)
- De bevrijding van Normandie͏̈ tot de Ardennen. 2. Ausgabe, Davidsfonds, Leuven 1994, ISBN 90-6152-846-1.
- De Eerste Wereldoorlog (= Historische reeks. Nr. 28). 2. Ausgabe, Davidsfonds, Leuven 1996, ISBN 90-6152-945-X.
- Van alle slagvelden thuis. Liber Amicorum. Davidsfonds, Leuven 2012, ISBN 978-90-5826-902-7.